# Erotianos (Grammatiker)

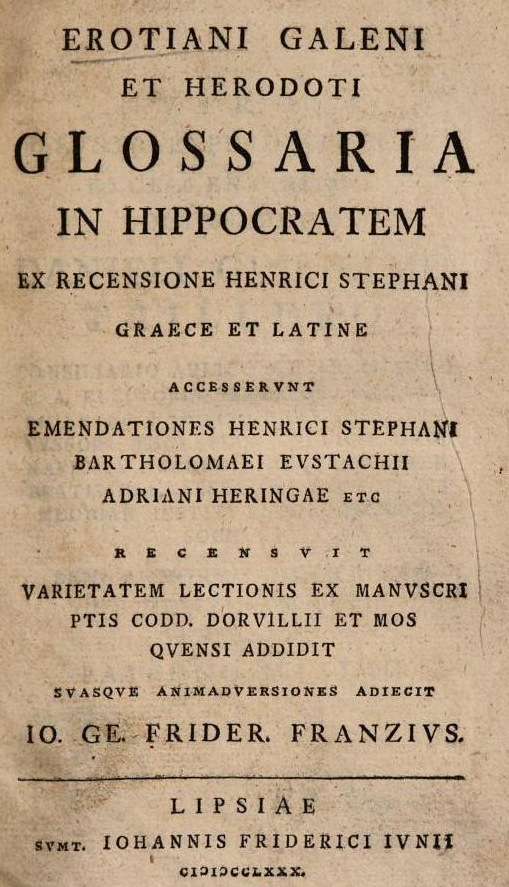
Das Glossar des Erotianos, Edition Franz, Leipzig 1780

Erotianos, altgriechisch Ἐρωτιανός, lateinisch Erotianus, deutsch auch Erotian, lebte vermutlich im 1. Jh. n. Chr. in Rom und war ein griechischer Grammatiker und Kommentator des Hippokrates. Es ist ungewiss, ob er selbst Arzt war.

## Zeitliche Einordnung
Seine Vita ist unbekannt. Er lebte vermutlich in Rom zur Zeit des Kaisers Nero, 54–68 n. Chr., denn er ruft dessen Archiater Andromachus im ersten Satz des Proömiums seines Werks (siehe unten) an: «Τὴν Ἱπποκράτους πραγματείαν, αρχίατρε Ἀνδρόμαχε, οὐκ ὀλίγα σμβαλλομένην πᾶσιν ἀνθρώποις ὁρῶν […]» (deutsch: „Ich sehe, dass die Beschäftigung mit Hippokrates, o du Archiater Andromachus, nicht wenig allen Menschen nützt […]“) Der Vokativ Ἀνδρόμαχε kann als symbolischer Anruf um Beistand für seine Autorentätigkeit, aber auch – so seine Herausgeber – als Widmung verstanden werden.

## Werk
Er ist der Autor eines erhaltenen Glossars mit dem Titel Τῶν παρ' Ἱπποκράτει Λέξεων Συναγωγή ‚Sammlung der Wörter (Ausdrücke, Begriffe) bei Hippokrates‘. Es enthält die früheste Liste der Schriften des Hippokrates und die Titel mehrerer Abhandlungen früherer Kommentatoren, die verlorengegangen sind, wie zum Beispiel die des griechischen Arztes Bakcheios aus Tanagra. Durch die Zitate aus den Schriften der wichtigsten Ärzte und Grammatiker der Antike ist er eine bedeutende Quelle für die Geschichte der Medizin, insbesondere für die wissenschaftliche Rezeption des Hippokrates. Von Galen wird er ausführlich benutzt.
Im Proömium nennt er den Zweck seiner Arbeit. Er wolle in seinem Glossar, dessen alphabetische Anordnung wohl nicht von ihm stammt, die Ausdrücke, die in jenen Schriften unklar seien und der allgemeinen Gewohnheit des Sprechens fernstünden, erklären.

### Textausgaben
- Henricus Stephanus, Ed.: Erotiani lexicon in Hippocratem, in: Dictionarium medicum vel expositiones vocum medicinalium ad verbum excerptae ex Hippocrate, Paris 1563; älteste Druckversion nach mehreren Kodizes, mit lateinischen Erläuterungen.
- Bartolomeo Eustachi, Ed.: Erotiani Graeci scriptoris vetustissimi vocum, quae apud Hippocratem sunt, collectio. Venedig 1566; mit Einleitung, Übersetzung, Anmerkungen auf Latein (Digitalisat).
- Johann Georg Friedrich Franz, Ed.: Erotiani, Galeni et Herodoti Glossaria in Hippocratem. Leipzig 1780; verbesserte Ausgabe unter Einbeziehung weiterer Kodizes, mit Übersetzung und Anmerkungen auf Latein (Digitalisat).
- Joseph Klein, Ed.: Erotiani vocum Hippocraticarum conlectio. Dykiana, Leipzig 1865; verbesserte textkritische Ausgabe mit ausführlicher Einleitung und den Fragmenten (Digitalisat).
- Ernst Nachmanson, Ed.: Erotianus vocum Hippocraticarum collectio, cum fragmentis. Appelbergs Boktryckeri, Uppsala 1918, textkritische Ausgabe (Digitalisat).

### Sekundärliteratur
- Maximilian Samson Friedrich Schoell: Geschichte der Griechischen Litteratur. Band 1, Duncker und Humblot, Berlin 1828, S. 544–545 (mit Überblick über seine Einteilung des hippokratischen Textkorpus).
- Ernst Nachmanson: Erotianstudien. Akad. Bokhandel, Uppsala 1917 (Digitalisat).
- Vivian Nutton: Erotianus. In: Der Neue Pauly (DNP). Band 4, Metzler, Stuttgart 1998, ISBN 3-476-01474-6, Sp. 91–92 (mit Quellenbelegen).